# Renato Polselli
Renato Polselli (Arce, 26 febbraio 1922 – Roma, 1º ottobre 2006) è stato un regista e sceneggiatore italiano.
Ha diretto oltre venti film tra il 1952 e il 2000. È stato anche sceneggiatore e ha recitato nel film western Mezzo dollaro d'argento (1965). Usava vari pseudonimi: Ralph Brown, Ralph Browne, Preston Leonide, Guglielmo Renato Polselli e Leonide Preston.

## Biografia
Laureato in filosofia, diresse alcuni melodrammi negli anni cinquanta prima di dedicarsi con un certo successo al filone del gotico all'italiana con titoli come L'amante del vampiro (1960) e Il mostro dell'Opera (1964), alternandovi film drammatici (Solitudine, 1961), commedie (Avventura al motel con Franco e Ciccio) e musicarelli (Mondo pazzo... gente matta!, 1966)
Nei primi anni settanta si dedicò alla produzione di film visionari e trasgressivi, venati di psichedelia e di teorie libertarie parapsicologiche (La verità secondo Satana, 1972; Riti, magie nere e segrete orge nel trecento, 1971; Rivelazioni di uno psichiatra sul mondo perverso del sesso, 1971, Mania, 1974).
Nel 1980 venne faticosamente distribuito il film Oscenità, rimontaggio di un'opera girata da Polselli nel 1973 e bloccata dalla censura. Il successivo Marina e la sua bestia n. 2, con Marina Lotar, circolò esclusivamente nelle sale a luci rosse.
Negli ultimi anni, l'opera di Polselli è stata oggetto di rivisitazione da parte della critica, che si è soffermata soprattutto sulla sua produzione horror e su quella barocca ed eccessiva degli anni settanta, tanto da assegnargli la fama di "autore maledetto".
Morì a Roma il 1º ottobre 2006 all'età di 84 anni e riposa nella tomba di famiglia presso il cimitero di Arce. Nel 2004 è interprete del documentario Renato Polselli a Visioni Sconsigliate (uscito nel 2011) diretto da Flavio Sciolè.

## Filmografia

### Regista
- Delitto al luna park (1952)
- Ultimo perdono (1952)
- Il grande addio (1954)
- Solo Dio mi fermerà (1957)
- L'amante del vampiro (1960)
- Solitudine (1961)
- Ultimatum alla vita (1962)
- Avventura al motel (1963)
- Il mostro dell'Opera (1964)
- Le sette vipere (Il marito latino) (1964)
- Lo sceriffo che non spara, co-regia con José Luis Monter (1965)
- Mondo pazzo... gente matta! (1966)
- Delirio caldo (1972)
- La verità secondo Satana (1972)
- Riti, magie nere e segrete orge nel trecento (1973)
- Rivelazioni di uno psichiatra sul mondo perverso del sesso (1973)
- Mania (1974)
- Casa dell'amore... la polizia interviene (1978)
- Torino centrale del vizio, co-regia con Bruno Vani (1979)
- Oscenità (1980)
- Marina e la sua bestia n. 2 (1985)
- Frida - Professione manager (2000)

### Sceneggiatore
- Delitto al luna park (1952)
- Solo Dio mi fermerà (1957)
- L'amante del vampiro (1960)
- Solitudine (1961)
- Ultimatum alla vita (1962)
- Avventura al motel (1963)
- Il mostro dell'Opera (1964)
- Le sette vipere (Il marito latino) (1964)
- Mondo pazzo... gente matta! (1966)
- Bill il taciturno, regia di Massimo Pupillo (1967)
- Voltati... ti uccido!, regia di Alfonso Brescia (1967)
- Io ti amo, regia di Antonio Margheriti (1968)
- Salvare la faccia, regia di Rossano Brazzi (1969)
- Vita segreta di una diciottenne, regia di Oscar Brazzi (1969)
- Intimità proibite di una giovane sposa, regia di Oscar Brazzi (1970)
- Questa libertà di avere... le ali bagnate, regia di Alessandro Santini (1971)
- Delirio caldo (1972)
- Riti, magie nere e segrete orge nel trecento (1973)
- Rivelazioni di uno psichiatra sul mondo perverso del sesso (1973)
- Mania (1974)
- Torino centrale del vizio, co-regia con Bruno Vani (1979)
- Oscenità (1980)
- Frida - Professione manager (2000)

### Produttore
- Mondo pazzo... gente matta!, regia di Renato Polselli (1966)
- La verità secondo Satana, regia di Renato Polselli (1972)
- Quando l'amore è oscenità, regia di Renato Polselli (1980)
- Febbre a 40!, regia di Marius Mattei (1980)